# Hofmann&Lindholm
Hofmann&Lindholm ist ein deutsches Künstlerteam, das multidisziplinäre Projekte an der Schnittstelle zwischen szenischer, bildender und akustischer Kunst realisiert. Es wurde im Jahr 2000 gegründet von Hannah Hofmann (* 28. August 1971 in Hameln) und Sven Lindholm (* 23. August 1968 in Hamburg).

## Leben
Hofmann und Lindholm studierten in den 1990er Jahren am Institut für Angewandte Theaterwissenschaft in Gießen. Seit 2000 entwickeln sie gemeinsam Theaterproduktionen, Texte, Hörstücke, Medien- und Rauminstallationen, Filme, Stadtrauminterventionen und Performances. Ihre konzeptuellen Arbeiten zeichnet eine Auseinandersetzung mit aktuellen gesellschaftlichen Phänomenen sowie die Erkundung neuer Erzählweisen, Bildsprachen und Formate aus.
Inszenierungen von Hofmann&Lindholm werden auf Bühnen der professionellen Freien Szene und des Stadttheaters, in Galerien und Ausstellungshallen, dem öffentlichen Raum sowie im Rundfunk präsentiert. Zu ihren Produktionspartnern zählen u. a. das Goethe-Institut, FFT, HAU, PACT Zollverein, Künstlerhaus Mousonturm, Tanzhaus NRW, Schauspiel Bochum, Schauspiel Köln, Theater Basel, Schauspiel Stuttgart, Kölnischer Kunstverein, Frankfurter Kunstverein, Württembergischer Kunstverein, Shedhalle, Akademie Schloss Solitude, Deutschlandradio Kultur, Deutschlandfunk oder WDR.
Hofmann&Lindholms Arbeiten waren auf zahlreichen zeitgenössischen Festivals vertreten, u. a. beim Festival Internacional de Buenos Aires (FIBA), Ruhrtriennale, Favoriten Festival, F°LAB – Festival für Performing Arts, Asphalt Festival, plateaux – Festival für junge Theaterregie, den Frankfurter Positionen, Theaterfestival Impulse, Internationales Kurzfilm-Festival Hamburg, RAY Fotografieprojekte 2012 – Making History/Frankfurter Kunstverein/Frankfurt am Main, KunstFestSpiele Herrenhausen, Politik im Freien Theater, Spring Performing Arts Festival (Utrecht) oder Theater der Welt – X-Wohnungen.
Im Wintersemester 2009/2010 hatten Hofmann&Lindholm eine Gastprofessur an der Universität der Künste in Berlin inne. Sven Lindholm ist seit 2010 Professor am Institut für Theaterwissenschaft der Ruhr-Universität Bochum und leitet dort den Masterstudiengang Szenische Forschung.
Anlässlich des 20-jährigen Bestehens des Duos gab die Kunststiftung NRW als langjährige Förderin der Arbeit von Hofmann&Lindholm im Verlag Theater der Zeit erstmals einen Werkkatalog zum bisherigen Schaffen heraus. Im Vorwort zu dem Sammelband urteilt die Kunststiftung NRW über Hofmann&Lindholm, „[d]urch ihre sorgfältig recherchierten Texte, ihren analytisch-distanzierten Blick auf die Materialanordnung, ihre präzisen Montagetechniken und Handlungsanweisungen gelingen ihnen subtile Einschübe in tiefere Wahrnehmungsschichten, die detailscharf Verhältnismäßigkeiten zwischen Vergangenheit, Gegenwart und einer möglichen Zukunft abwägen, differenzieren und neu vermessen. [...] Die Werkgenauigkeit und Faktenkenntnis sind hier die handwerkliche Basis für ihre fein austarierten Narrative von seltener gedanklicher Klarheit und Dichte. [...] Wie forensische Architekten, die Erinnerungssplitter verifizieren und Leerstellen rekonstruieren, um neue Deutungsräume zu erschließen, so entwerfen, fiktionalisieren und archivieren Hofmann&Lindholm ihre Bildgedächtnisse und Zeitportraits: Leise, nachdenklich, unaufdringlich, poetisch, klug und intellektuell eigensinnig.“
Die Jurybegründung zur Vergabe des Tabori Preises an Hofmann&Lindholm im Jahr 2023 hebt die heterogene Formensprache des multimedial agierenden Künstlerteams hervor, betont die Verhandlung „gesellschaftlich hochaktuelle[r] Themen“ sowie die Innovationskraft der künstlerischen Arbeit Hofmann&Lindholms: „Damit ist es ihnen gelungen eine völlig neue Herangehensweise an das Feld der performativen Künste zu etablieren und ein teils dokumentarisches Format zu prägen, für das es noch keinen Begriff gibt und vielleicht auch nicht geben kann, außer Hofmann&Lindholm.“

## Ehrungen und Auszeichnungen
- 2009 Theaterpreis der Stadt Köln für die Produktion noch nicht
- 2009 Atelierstipendium des Kölnischen Kunstvereins
- 2012 Nominierung für den Grimme-Online-Award in der Kategorie „Spezial“ für das Stadtraumprojekt Archiv der zukünftigen Ereignisse im Rahmen der Ortungs-Hörspielreihe Radioortung (Deutschlandradio Kultur)[5]
- 2012 erstmaliger Erhalt der Spitzenförderung durch das Ministerium für Familie, Kinder, Jugend, Kultur und Sport des Landes NRW, die „der Anerkennung von Arbeiten mit herausragender überregionaler und internationaler Strahlkraft und professioneller Netzwerkarbeit“ Ausdruck verleihen soll
- 2016–2018 Förderung der Partnerschaft von Hofmann&Lindholm mit dem Schauspiel Stuttgart im Fonds Doppelpass der Kulturstiftung des Bundes
- 2016–2018 erneuter Erhalt der Spitzenförderung des Ministeriums für Kultur und Wissenschaft des Landes NRW
- 2018 Nominierung für den Prix Europa für das Radio-Feature Donalds Donald[6]
- 2019 Erneuerung der Spitzenförderung des Ministeriums für Kultur und Wissenschaft des Landes NRW (bis 2022)[7]
- 2019 Würdigung durch das Goethe-Institut als eines der 25 wichtigsten Performance- und Regiekollektive in Deutschland.[8]
- 2022–2025 Exzellenzförderung des Ministeriums für Kultur und Wissenschaft des Landes Nordrhein-Westfalen[9]
- 2023 Tabori Preis[10]

## Projekte (Auswahl)
- Keep the Cat in at Night (Kunstmuseum Bochum, 2024)
- Provisorische Gesellschaft (Kunstmuseum Bochum, 2023)
- Notes from Germany (Festival Internacional de Buenos Aires, 2023)
- Nobody’s There (Künstlerhaus Mousonturm, 2021)
- Der letzte Reichsbürger (Schaubüdchen Bochum, 2021)
- Naughty Boys and Girls (Asphalt Festival Düsseldorf, 2019)
- Uraufführung (Schauspiel Stuttgart, 2018)
- In Pieces, (Schauspiel Stuttgart, 2018)
- Res Publica (Schauspiel Stuttgart, 2016–2018)
- Familie Weiß / Familienalbum (Theaterfestival FAVORITEN, 2016)
- hiding piece (UA Tanzhaus NRW, 2016)
- Familie Weiß (Schauspiel Stuttgart, Württembergischer Kunstverein, Akademie Schloss Solitude, 2015)
- Ein Werk verschwindet (Schauspielhaus Bochum, 2014)
- Nebenschauplätze Nr. 1: Das 20. Jahrhundert (UA Künstlerhaus Mousonturm Frankfurt a. M., 2013)
- Truce (Stadsschouwburg Utrecht / Spring Performing Arts Festival, 2013)
- Serie Deutschland (Frankfurter Kunstverein, 2012)
- Archiv der zukünftigen Ereignisse / Pre-Enactment (Schauspiel Köln / Deutschlandradio Kultur, 2011)
- Heile Welt (UA HAU, 2010)
- Basler Unruhen (Theater Basel, 2010)
- noch nicht (Schauspiel Köln, 2009)
- faites vos jeux! Revoltainment (Deutschlandradio, 2009)
- Notiz Wunderblock (Schauspiel Köln, 2008)
- Fremdenzimmer (Europäisches Zentrum der Künste Hellerau, 2007)
- Séancen. Versuche zur Aufhebung der Schwerkraft (UA Schauspiel Essen, 2007)
- Geschichte des Publikums (UA FFT Düsseldorf, 2006)
- Vom Feuer. Eine Übung zur Katastrophenbereitschaft im Theater (UA FFT Düsseldorf, 2005)
- Alibis (FFT Düsseldorf, 2004)
- Aspiranten (UA FFT Düsseldorf, 2003)

## Hörstücke
- 2021 alles spricht, Deutschlandfunk (Ursendung)/WDR/BR
- 2019 Die 13. Fee. Oder: Was Mon Chéri meiner Mutter wirklich bedeutet, Deutschlandfunk (Ursendung)/WDR/NDR/BR
- 2018 Donalds Donald, Deutschlandfunk (Ursendung)/WDR/RBB, 2019 übernommen von NDR & SWR
- 2011 Archiv der zukünftigen Ereignisse/Radioortung, Deutschlandradio Kultur, Schauspiel Köln (nominiert für den Grimme-Online-Award)
- 2011 Noch nicht, Deutschlandradio Kultur (Ursendung)/WDR
- 2009 faites vos jeux! Revoltainment, Deutschlandradio Kultur (Ursendung), BR, 2010 übernommen von WDR
- 2008 Delegierte Interventionen – Experten in eigener Sache: Radiolectures von Rimini Protokoll und Hofmann&Lindholm, Deutschlandradio Kultur (Ursendung)
- 2008 Geschichte des Publikums, Deutschlandradio Kultur (Ursendung), 2009 übernommen von BR3, 2014 übernommen von WDR
- 2006 Alibis, Deutschlandradio Kultur (Ursendung)/BR